# Ettinger Bach
Ettinger Bach este o arie protejată (arie specială de conservare — SAC, sit de importanță comunitară — SCI) din Germania întinsă pe o suprafață de 50,5 ha, integral pe uscat.

## Localizare
Centrul sitului Ettinger Bach este situat la coordonatele 47°47′48″N 11°09′54″E / 47.7967°N 11.165°E.

## Înființare
Situl Ettinger Bach a fost declarat sit de importanță comunitară în martie 2001 pentru a proteja 2 specii de plante și 4 specii de animale. Situl a fost protejat și ca arie specială de conservare în aprilie 2016.

## Biodiversitate
Situată în ecoregiunea continentală, aria protejată conține 9 habitate naturale: Lacuri eutrofice naturale cu vegetație de tip Magnopotamion sau Hydrocharition, Cursuri de apă de la nivel de câmpie la nivel montan, cu vegetație Ranunculion fluitantis și Callitricho-Batrachion, Pajiști uscate seminaturale și facies de acoperire cu tufișuri pe substraturi calcaroase (Festuco-Brometalia) (* situri importante pentru orhidee), Pajiști cu Molinia pe soluri calcaroase, turboase sau argilos-nămoloase (Molinion caeruleae), Liziere de ierburi înalte hidrofile de câmpie și de nivel montan până la alpin, Fânețe de joasă altitudine (Alopecurus pratensis, Sanguisorba officinalis), Mlaștini calcaroase cu Cladium mariscus și specii de Caricion davallianae, Izvoare petrifiante cu formare de travertin (Cratoneurion), Mlaștini alcaline.
La baza desemnării sitului se află mai multe specii protejate:
- plante (2): Apium repens, moșișoare (Liparis loeselii)
- amfibieni (1): izvoraș-cu-burta-galbenă (Bombina variegata)
- nevertebrate (3): fluturele auriu (Euphydryas aurinia), Maculinea teleius, Vertigo angustior

Pe lângă speciile protejate, pe teritoriul sitului au mai fost identificate 1 specie de plante, 1 specie de amfibieni, 2 specii de nevertebrate.